# Elena Giurcă

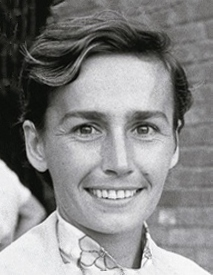
Elena Giurcă

Elena Giurcă (* 11. Januar 1946 in Bukarest; † September 2013) war eine rumänische Steuerfrau im Rudern. Sie gewann 1976 eine olympische Bronzemedaille und erhielt bei Weltmeisterschaften zwei Silber- und zwei Bronzemedaillen.

## Sportliche Karriere
Die 1,51 m große Elena Giurcă gewann ihre erste internationale Medaille bei den Europameisterschaften 1969, als sie mit dem rumänischen Achter die Bronzemedaille hinter den Booten aus der DDR und der Sowjetunion erkämpfte.
Fünf Jahre später steuerte sie den rumänischen Doppelvierer, der in der Besetzung Ioana Tudoran, Elisabeta Lazăr, Doina Bardas, Teodora Boicu und Elena Giurcă bei den Weltmeisterschaften 1974 in Luzern Silber hinter dem Boot aus der DDR gewann. Im Jahr darauf nahm Elena Giurcă in zwei Bootsklassen an den Weltmeisterschaften in Nottingham teil. Im Doppelvierer belegten die Rumäninnen den sechsten Platz, im Vierer mit Steuerfrau gewann die rumänische Crew das B-Finale und erreichte damit in der Gesamtwertung den siebten Platz. Bei den Olympischen Spielen 1976 in Montreal standen erstmals Wettbewerbe im Frauenrudern auf dem Programm. Der rumänische Doppelvierer mit Ioana Tudoran, Maria Micșa, Felicia Afrăsiloaie, Elisabeta Lazăr und Elena Giurcă belegte im Vorlauf den zweiten Platz hinter dem Boot aus der Sowjetunion. Mit einem Sieg im Hoffnungslauf qualifizierten sich die Rumäninnen für das Finale. Das Finale gewann das Boot aus der DDR mit zweieinhalb Sekunden Vorsprung vor der sowjetischen Crew, 0,27 Sekunden dahinter erruderten die Rumäninnen die Bronzemedaille.
1977 gewann Elena Giurcă bei den Weltmeisterschaften in Amsterdam zwei Medaillen. Der Doppelvierer mit Maria Moșneagu, Felicia Afrăsiloaie, Aneta Marin, Veronica Juganaru und Elena Giurcă erhielt Silber hinter dem Boot aus der DDR. Der Vierer mit Steuerfrau erruderte die Bronzemedaille in der Besetzung Florica Zamfir, Georgeta Militaru-Mașca, Florica Silaghi, Elena Avram und Giurcă. Bei den Weltmeisterschaften 1978 belegte der rumänische Doppelvierer den sechsten Platz, wobei außer der Steuerfrau kein Mitglied der Vorjahres-Crew an Bord war. Im Jahr darauf trat der rumänische Doppelvierer bei den Weltmeisterschaften in Bled in der Besetzung Maria Micșa, Aneta Mihaly, Sofia Corban, Veronica Juganaru und
Elena Giurcă an. Hinter den Booten aus der DDR und aus Bulgarien erhielten die Rumäninnen die Bronzemedaille. Bei den Olympischen Spielen 1980 in Moskau saßen Maria Macoviviuc, Aneta Mihaly, Stela Banovici, Mariana Zaharia und Elena Giurcă im Doppelvierer. Die Rumäninnen gewannen den ersten Vorlauf vor den Niederländerinnen, im zweiten Vorlauf siegten die Bulgarinnen vor den Booten aus der Sowjetunion und aus der DDR. Im Finale siegte das Boot aus der DDR vor dem sowjetischen Doppelvierer und den Bulgarinnen. Mit 0,72 Sekunden Rückstand auf die Bulgarinnen wurden die Rumäninnen Vierte.